# Echolyn
echolyn – amerykańska grupa grająca rock progresywny. Powstała pod koniec lata 80. XX wieku|lat 80., a pierwszy album wydała w 1991 r.

## Skład 2005
- Christopher Buzby – instrumenty klawiszowe, chórki
- Thomas Hyatt – gitara basowa, chórki
- Brett Kull – gitara, śpiew
- Paul Ramsey – instrumenty perkusyjne, chórki
- Raymond Weston – gitara basowa, śpiew

## Dyskografia
- Echolyn (1991)
- Suffocating the Bloom (1992)
- ...and Every Blossom (1993)
- As the World (1995)
- When the Sweet Turns Sour (1996)
- Cowboy Poems Free (2000)
- A Little Nonsense (Now and Then) (2002)
- mei (2002)
- Progfest '94 (the Official Bootleg) (2002) (wydane wyłącznie do rozprowadzania wśród fanów)
- Jersey Tomato, Volume 2 (Live at the Metlar-Bodine Museum) (2004)
- Stars and Gardens, Volume 4 DVD (2004)
- The End Is Beautiful (2005)